# 칸다하르 대학교
칸다하르 대학교는 아프가니스탄 고등교육부에 의해 1990년 칸다하르에 설립되었다. 칸다하르 대학교는 아프가니스탄의 주요 대학 중 하나이다. 아프가니스탄 전역에서 온 10,000여 명의 학생과 20곳 이상의 주에서 온 500여 명의 교수진이 칸다하르 대학을 구성하고 있다.
칸다하르 대학교는 아프가니스탄 내의 대학 기관과 협력 관계에 있을 뿐만 아니라, 태국의 아시아 공과 대학교 (AIT)와 마히돌 대학교, 말레이시아의 말라야 대학교, 캐나다의 골프 대학교, 미국의 볼 주립 대학교와 퍼듀 대학교, 한국의 한동 글로벌 학교, 독일의 베를린 기술 대학교와 루르 대학교, 이란의 시스탄 대학교, 발루치스탄 대학교, 자불 대학교 등의 해외 교육 기관과 협력 관계를 맺고 있다.
현재 칸다하르 대학교는 농사학, 약학, 샤리아 법학, 경제학, 방송통신학, 사회정치학, 컴퓨터 과학, 문학, 구강 의학 그리고 행정학 등의 9개의 학부를 운영하고 있다.